# نوكاردية رئوية
نوكاردية رئوية (الاسم العلمي: Nocardia pneumoniae) هي نوع من البكتيريا تتبع جنس النوكاردية من فصيلة النوكارديات.